# Cerchio di Bankoff

La costruzione del cerchio di Bankoff, evidenziato in rosso nella figura.

In geometria, il cerchio di Bankoff è un tipo notevole di cerchio di Archimede che può essere costruito a partire da un arbelo. Viene definito cerchio di Archimede qualsiasi cerchio di area pari ad ognuno dei due cerchi gemelli di Archimede. La prima costruzione del cerchio di Bankoff è attribuita al matematico e dentista statunitense Leon Bankoff.

## Costruzione
Il cerchio di Bankoff viene costruito a partire da un arbelo, una figura geometrica costituita da un semicerchio esterno e da due semicirconferenze interne più piccole, tangenti tra loro e con il semicerchio iniziale. Quindi viene disegnato un cerchio completo C1 all'interno dell'arbelo e tangente ai tre semicerchi nei punti PA, PB e PC. Il cerchio di Bankoff viene infine costruito imponendone il passaggio per tre punti: i due punti di tangenza del cerchio C1 con le semicirconferenze interne dell'arbelo, e la cuspide interna dell'arbelo stesso.

## Proprietà
Il cerchio di Bankoff costruito a partire da un arbelo ha la proprietà di essere congruente a ciascuno dei due cerchi gemelli di Archimede costruiti a partire dallo stesso arbelo.

Inoltre, definendo con r il rapporto fra il diametro di uno dei due semicerchi interni e il diametro del semicerchio esterno:
{\displaystyle r={\frac {AB}{AC}}}
il raggio del cerchio di Bankoff è dato dalla seguente relazione:
{\displaystyle R={\frac {1}{2}}r\left(1-r\right).}